# Taste of Hong Kong
Taste of Hong Kong 美食節，是自2016年起，於每年3月在中環海濱活動空間舉辦的香港美食節。美食節會邀請來自世界各地的名廚及其他頂尖的餐廳，一起烹調各式各樣的美食及他們的招牌名菜。另外亦有美酒、甜品及各款美食節獨家手工美食飲品提供。此外亦會安排音樂表演。

## 歷史
2016年，舉辦首屆taste of hong kong 2016，當時邀請了12間餐廳，平均每攤檔有3個招牌菜式及1個代表菜式，價錢由港幣70元至300元不等。場內設有酒吧，另外亦有釀酒班及手工製品出售。
2017年，舉辦第二屆taste of hong kong 2017，對比起第一屆，活動規模更為龐大。而羅蘭香檳酒莊於Taste of Hong Kong 2017中第一次於亞洲地區公開香檳系列La Cuvée，讓場內人士隨時於美食節中品嚐美酒，亦設有交流環節，來自世界各地的星級名廚從中分享烹飪經驗及心得。
2018年，再次舉辦taste of hong kong 2018，而提供的美食超過60款，價格低至港幣50元起，亦有烹飪示範及試食活動，同時部分餐廳會有專為活動而設而且從未曝光的限定菜式。

## 外部連結
- 官方网站（繁體中文）
- Taste of Hong Kong的Facebook專頁（英文）